# Protodipseudopsis laticornis
Protodipseudopsis laticornis är en nattsländeart som beskrevs av Gibbs 1973. Protodipseudopsis laticornis ingår i släktet Protodipseudopsis och familjen Dipseudopsidae. Inga underarter finns listade i Catalogue of Life.